# Jan Aernout van der Does de Willebois
Jhr. drs. Jan Aernout van der Does de Willebois (Utrecht, 4 september 1930 – aldaar, 18 augustus 2007) was een Nederlands cardioloog en arts.

## Biografie
De Willebois studeerde geneeskunde en was aanvankelijk scheepsarts, in welke laatste functie hij bijvoorbeeld hulp verleende na de aardbeving in Agadir in 1960. In 1972 werd het Nederlands Artsenverbond mede opgericht door zijn broer Alexander van der Does de Willebois waarbij De Willebois zich meteen aansloot. In het debat rond de abortuswet trad hij in de media regelmatig op. Hij mengde zich in de jaren zeventig en tachtig ook geregeld in de medisch-ethische discussies over euthanasie, bijvoorbeeld opnieuw in Medisch Contact in 1980 naar aanleiding van een 'handleiding voor verantwoorde euthanasie' van de VVE; nog in 1987 sprak hij zich als voorzitter van het NAV fel uit tegen de euthanasiepraktijk in Nederland, onder andere tijdens de derde lustrumviering van het verbond. Twee jaar later noemde hij euthanasie "de uiterste consequentie van de ontmenselijking van de geneeskunst". Tot in 1999 schreef hij ingezonden brieven over euthanasie, bijvoorbeeld in de NRC. Parallel aan zijn strijd tegen euthanasie zette hij zich in voor palliatieve zorg aan stervenden. Als onderdeel hiervan stimuleerde hij de oprichting van hospices naar Engels voorbeeld. Zo was hij voorzitter van het Johannes Hospitium.
In 1965 toonde hij zich al betrokken bij de ontwikkelingen in de Rooms-katholieke kerk door de ondertekening van een open brief, samen met 15 anderen, aan de Nederlandse bisschoppen waarin verontrusting werd geuit over toenemend oecumenisme en twijfelzaaiing over dogmata van de kerk en het gezag van de paus. Ook stelde hij daarin met hen een Latijnse mis per dag verplicht. Hij bleef een voorstander van Latijnse missen, evenals het zingen van het gregoriaans in de kerkdiensten. Hij was tot 1987 voorzitter van de Afdeling Utrecht van de Vereniging voor Latijnse Liturgie.
De Willebois was officier in de Orde van Oranje-Nassau en ridder van gratie en devotie in de Orde van Malta.

## Familie
De Willebois was lid van de katholieke adellijke familie Van der Does de Willebois en een zoon van neuroloog-psychiater Jan Joseph Marie van der Does de Willebois (1900-1963) en Rosa Joanna Wilhelmina Ingen Housz (1899-1984). Hij bleef ongehuwd. Zijn broer Alexander van der Does de Willebois (1928-1987) werd neuroloog-psychiater.